# Iwakuni, Yamaguchi

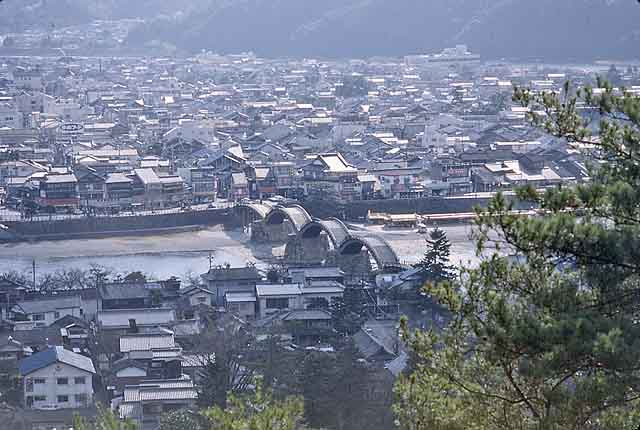
Iwakuni, including the Kintai Bridge

Iwakuni (岩國市 (Nham Quốc thị) Iwakuni-shi) là một thành phố thuộc tỉnh Yamaguchi, Nhật Bản.